# HD151346
HD151346 — хімічно пекулярна зоря спектрального класу B7, що має видиму зоряну величину в смузі V приблизно  7,9.
Вона  розташована на відстані близько 827,8 світлових років від Сонця.

## Пекулярний хімічний склад
HD151346 належить до Хімічно пекулярних зір з пониженим вмістом гелію 
й в її  зоряній атмосфері спостерігається нестача He у порівнянні з його вмістом в атмосфері Сонця.

## Магнітне поле
Спектр даної зорі вказує на наявність магнітного поля у її зоряній атмосфері.
Напруженість повздовжної компоненти поля оціненої з аналізу
крил ліній Бальмера
становить  245,0± 495,0 Гаус.